# Phan Đình Phùng

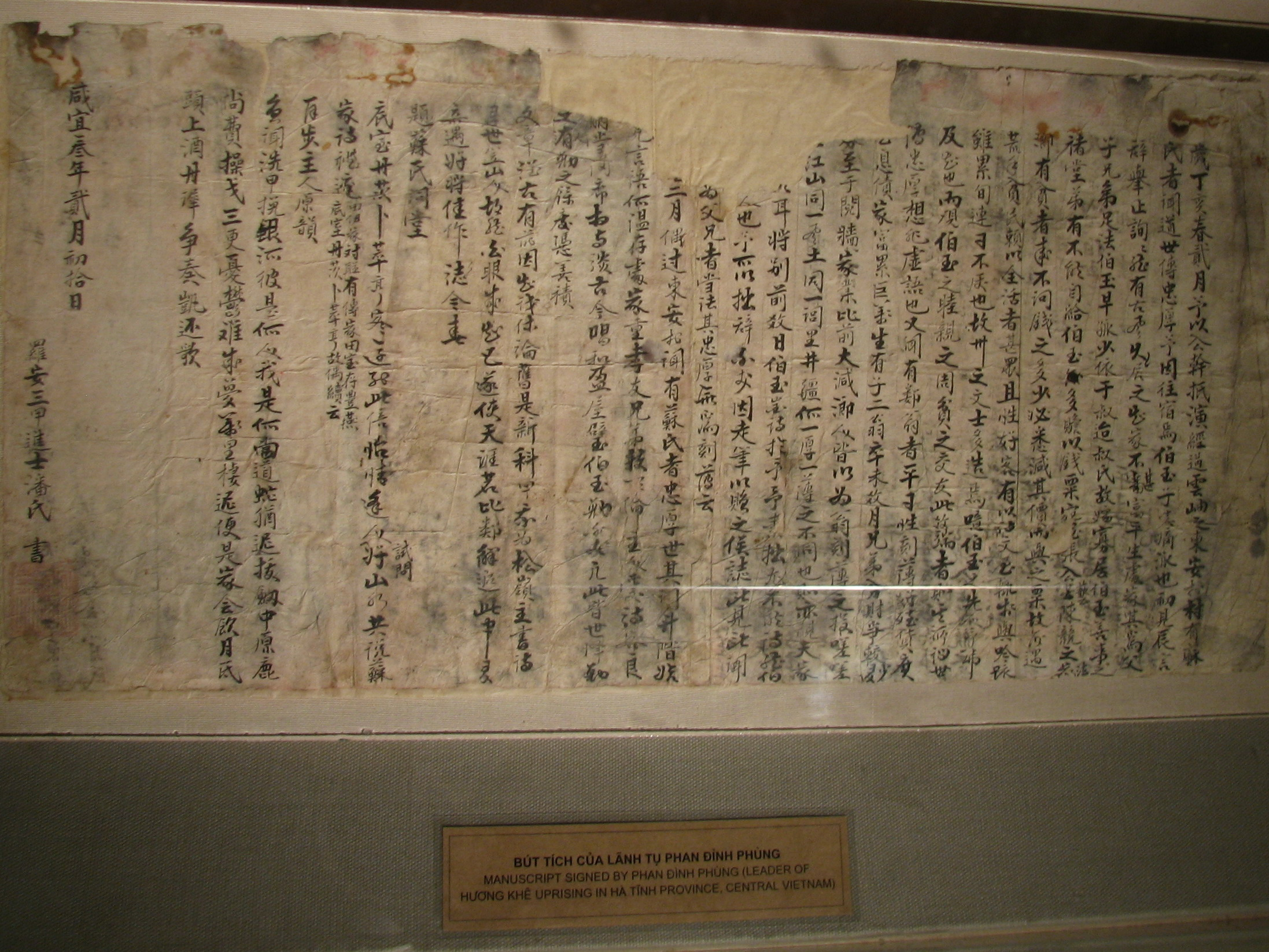
Von Phan Dinh Phung signiertes Manuskript in einem Museum in Hanoi

Phan Đình Phùng (* 1847; † 1896) war ein vietnamesischer Mandarin und Guerillaanführer in der monarchistischen Cần-Vương-Bewegung, welche die französische Kolonialmacht im 19. Jahrhundert in einen bewaffneten Konflikt verwickelte.
Phan Đình Phùng war Beamter im Kaiserreich Vietnam und stieg unter Kaiser Tự Đức in der Hierarchie auf. Er folgte dem Aufruf des Kaisers Hàm Nghi zum Aufstand gegen die Franzosen und organisierte in seiner Heimatregion eine Guerilla gegen die Kolonialmacht.

## Herkunft und Werdegang
Phan Đình Phùng stammte aus einer traditionsreichen Beamten- und Gelehrtenfamilie aus der Provinz Hà Tĩnh. Seine Familie führte ihre Tradition des Staatsdienstes zwölf Generationen bis in die Lê-Dynastie zurück.
Als talentierter Schüler legte er 1876/77 die kaiserliche Beamtenprüfung auf dem höchsten Niveau ab. In seiner Dissertation forderte er eine Modernisierung des Landes nach dem Vorbild der japanischen Meiji-Restauration. Damit lag er mit dem auf Modernisierung und nationaler Selbstbehauptung ausgerichteten Kaiser Tự Đức auf einer Linie.
Nach dem Examen übernahm er eine Stelle im Zensorat des Kaiserhofes. Dort machte er sich aufgrund seiner Integrität und Gewissenhaftigkeit einen Namen. 1883 wurde er kurzzeitig verhaftet, weil er sich bei der Ernennung des Nachfolgers von Tự Đức nicht dem politischen Druck der Regenten gebeugt hatte.

## Guerillakrieg gegen die Kolonialmacht
Im Juli 1885 proklamierte der Kaiser Hàm Nghi den Aufstand gegen die Kolonialmacht, als französische Truppen seinen Palast stürmten um ihn abzusetzen. Seinem Ruf folgten zahlreiche Vietnamesen und sie formierten sich zu losen Gruppen, die sich nach dem Edikt des Kaisers Helft dem Monarchen (Cần Vương) nannten. Phan Đình Phùng rief in seiner Heimatprovinz eine Guerillamiliz ins Leben und kämpfte rund zehn Jahre gegen die Kolonialmacht. Den Höhepunkt seiner Guerillakampagne erreichte er 1893 mit einem Angriff auf den Gouverneurssitz der Provinz Nghệ An, der jedoch von Kolonialtruppen abgeschlagen wurde. Die von Phan geführten Guerillas erholten sich von der Niederlage nicht mehr. Phans Familie und sein Heimatort waren Repressalien seitens des Kolonialstaats ausgesetzt, so wurden die Gräber seiner Vorfahren geschändet und seine Familie in Sippenhaft genommen.  Zehn Jahre nach dem Beginn der Revolte führte er immer noch eine Truppe von 1.200 bis 1.500 Freischärlern an.
Er selbst verstarb 1896 krankheitsbedingt im Feld in den Wäldern des Hochlands in der Provinz Quảng Bình. Nach seinem Tod zerstreuten sich seine Gefolgsleute.

## Rezeption
Im heutigen Vietnam gilt Phan Đình Phùng als patriotischer Volksheld. Deswegen werden Straßen und Schulen im heutigen Vietnam nach ihm benannt.